# Aripert 2.
Aripert II (også: Aribert; ? – 712, Pavia) var en langobardisk konge af Italien, der regerede fra 702 til 712. Han var hertug af Turin og søn af den tidligere konge Raginpert.
Efter at kong Cunipert døde i 700, var hans søn Liutpert udset som tronarving. Men han var da stadig blot et barn, og Raginpert benyttede sig af dette til at bemægtige sig tronen i 701 – men døde selv kort efter. Raginpert havde sat sin egen søn Aripert op som tronarving, men efter Raginperts død blev Aripert kastet i fængsel af Liutperts tilhængere, Ansprand (senere selv konge) og Rotarit – hertugen af Bergamo. Året efter, i 702, lykkedes det Aripert at flygte og besejrede Liutperts beskyttere og kastede i stedet den unge konge i fængsel og lod sig selv krone. Den afsatte konge (Liutpert) lod han senere drukne, mens han var i bad. Ansprand var flygtet først til Isola Comacina, en lille ø på Comosøen, og senere over Alperne til Theodbert af Bayern. Men Rotarit modsatte sig stadig Aripert og udråbte sig selv som konge. Aripert marcherede da imod ham og overvandt ham efter en blodig belejring, hvorefter han lod hans skæg barbere af og hovedet kronrage som tegn på nedværdigelse (ellers en behandling forbeholdt slaver og krigsfanger) og drev ham i eksil i Turin – hvor han kort efter døde. Aripert lod desuden Ansprands familie kaste i fængsel, hvor de alle blev grufuldt mishandlet; Ansprands kone Theodorada og datter Aurona blev vansiret for at ødelægge deres skønhed og fik næse og ører skåret af, sønnen Sigiprand fik øjnene revet ud, kun Ansprands mindste søn Liutprand (senere konge) lod han slippe uskadt, da han regnede ham for ubetydelig. Han slap over til sin far i Bayern.
Efter først således brutalt at have bemægtiget sig tronen i 703 regerede han uden afbrud til sin død i 712. På trods af den blodig start var hans regering fredelig og velstående. Han søgte fred både med grækerne og Pavestaten og donerede store områder land til pave Johannes 6. i de De cottiske Alper – land der tidligere havde tilhørt paven, men var blevet erobret af langobarderne lang tid før.
Tidligt i 712 var det lykkedes Ansprand at samle en stor hær i Bayern, som han lod marchere mod Aripert i Pavia. I marts måned kom det til slag, som blev langt og blodigt og varede helt, til mørket sænkede sig. Der var ingen klar sejrherre, men Ariperts styrker syntes alligevel at have klaret sig bedst, da Aripert gjorde den store fejltagelse at flygte til Pavia. Hans soldater, der derefter fandt ham som en kujon, svigtede ham. Aripert prøvede da at søge tilflugt hos frankerne. Han samlede så meget guld, han kunne, fra sit skatkammer. Men da han om natten prøvede at svømme over floden Ticino, vejede de så tungt, at de trak ham ned, og han druknede. Han var den sidste fra det bayerske dynasti, der sad på tronen. Efter hans død blev Ansprand kronet, men døde kort efter, hvorefter Liutprand blev konge.